# Сама виновата?
«Сама виновата?» (рабочее название — «Без рук») — российский сериал режиссёра Сарика Андреасяна с Анной Глаубэ, Игорем Царегородцевым и Ольгой Кабо в главных ролях. Его премьера состоялась в ноябре 2023 года в онлайн-кинотеатре Ivi.

## Сюжет
Сериал основан на реальной истории и рассказывает о россиянке Маргарите Грачёвой, которой бывший муж отрубил руки.

## В ролях
- Анна Глаубэ — Маргарита Грачёва
- Игорь Царегородцев — Дмитрий Грачёв
- Ольга Кабо — Инна Шейкина, мать Маргариты
- Ольга Смирнова — Лилия Новикова
- Дмитрий Власкин — Марк
- Мария Миронова — Мари Давтян, адвокат
- Ольга Тумайкина — Ольга Грачёва, мать Дмитрия
- Вадим Андреев — начальник Марка
- Алексей Макаров — Тимофей Сухинин, микрохирург
- Ирина Климова — Светлана
- Евгений Скочин
- Алиса Руденко — Полина
- Александр Власенко — Максим, новый муж Маргариты

## Время съёмок
Съемки сериала проходили с февраля по март 2023 года. В ноябре 2023 года шоу появилось в онлайн-кинотеатре
Ivi.